# Zbiór otwarty
Zbiór otwarty – w danej przestrzeni topologicznej {\displaystyle (X,\tau )} dowolny element rodziny {\displaystyle \tau .}
Dopełnienie zbioru otwartego nazywane jest zbiorem domkniętym. Istnieją zbiory, które są jednocześnie i otwarte i domknięte (tzw. zbiory domknięto-otwarte), np. zbiór pusty i cała przestrzeń {\displaystyle X.}
W topologii ogólnej funkcje, które zachowują otwartość zbioru poprzez przeciwobrazy, nazywane są funkcjami ciągłymi, natomiast funkcje, które zachowują otwartość poprzez obrazy, nazywane są odwzorowaniami otwartymi.

## Własności zbiorów otwartych
Poniższe trzy własności zbiorów otwartych są powtórzeniem aksjomatów przestrzeni topologicznej {\displaystyle (X,\tau )}:
1. Zbiór pusty i cała przestrzeń są zbiorami otwartymi (tj. należą do {\displaystyle \tau }).
2. Suma mnogościowa dowolnej rodziny zbiorów otwartych jest zbiorem otwartym (tj. należy do {\displaystyle \tau }).
3. Część wspólna skończonej rodziny zbiorów otwartych jest zbiorem otwartym (tj. należy do {\displaystyle \tau }).

Nieskończony iloczyn zbiorów otwartych może nie być zbiorem otwartym. Np. na prostej rzeczywistej z topologią standardową jako zbiory otwarte przyjmuje się przedziały otwarte. Iloczyn nieskończony przedziałów otwartych może być przedziałem domkniętym: {\displaystyle \cap _{n=1}^{\infty }(-1/n,1/n)=\{0\}.}
W klasie przestrzeni metrycznych zbiory otwarte można scharakteryzować jako te i tylko te, które wraz z każdym swoim punktem zawierają pewną kulę otwartą o środku w tym punkcie.
Niech {\displaystyle A\subseteq X.} Jeśli dla każdego punktu {\displaystyle x\in A} istnieje zbiór otwarty {\displaystyle U} spełniający {\displaystyle x\in U\subseteq A,} to {\displaystyle A} też jest otwarty.

## Baza i podbaza topologii
Rodzina wszystkich zbiorów otwartych tworzy topologię przestrzeni, często jednak w tej rodzinie wyróżnia podrodziny:
- baza przestrzeni topologicznej – podrodzina topologii, z której za pomocą sumowania mnogościowego elementów bazy można otrzymać dowolny zbiór otwarty,
- Podbaza przestrzeni topologicznej – podrodzina bazy, z której za pomocą skończnego mnożenia mnogościowego elementów podbazy można otrzymać dowolny zbiór z bazy.

## Przykłady

Przykład zbioru domkniętego na płaszczyźnie (nie jest to zbiór otwarty, bo dla punktów brzegu zbioru nie istnieją zbiory otwarte całkowicie zawarte w np. otoczenia punktów).

1. Na prostej {\displaystyle R} ze standardową topologią zbiorami otwartymi są przedziały otwarte.
Np. przedział {\displaystyle A=(0,1)} jest otwarty, gdyż dla każdego punktu {\displaystyle x\in (0,1)} istnieje „kula otwarta” {\displaystyle (x-{\epsilon },x+{\epsilon })} o środku w {\displaystyle x} zawarta w {\displaystyle A;} np. możemy przyjąć {\displaystyle \epsilon } równe połowie mniejszej z odległości danego punktu od brzegów przedziału, {\displaystyle \epsilon =0,5\cdot \min(1-x,x).} Z drugiej strony przedział {\displaystyle [0,1]} nie jest zbiorem otwartym, bo dla punktów brzegowych {\displaystyle 0,1} każde ich otoczenie zawiera punkty spoza przedziału {\displaystyle [0,1].}
Zgodnie z aksjomatami suma dowolnej rodziny przedziałów otwartych jest zbiorem otwartym. Jest też odwrotnie – każdy zbiór otwarty na prostej jest sumą pewnych przedziałów otwartych, co oznacza, że rodzina przedziałów otwartych jest bazą tej przestrzeni.
2. Na płaszczyźnie euklidesowej zbiorem otwartym jest np. prostokąt bez brzegu

{\displaystyle (0,2)\times (0,1),}
zaś prostokąt
{\displaystyle [0,2]\times [0,1]}
nie jest otwarty w {\displaystyle R^{2},} gdyż dla punktów brzegowych prostokąta nie istnieją zbiory otwarte w nim zawarte (prostokąt ten jest de facto domknięty, zaś jego dopełnienie jest zbiorem otwartym).
1. Na prostej z topologią strzałki zbiorami otwartymi są przedziały postaci {\displaystyle [a,b).}